# Tâtre
Der Tâtre ist ein Fluss in Frankreich, der in der Region Nouvelle-Aquitaine verläuft. Er entspringt an der Gemeindegrenze von Le Tâtre und Touvérac, entwässert generell in nordwestlicher Richtung und mündet nach rund 20 Kilometern im Gemeindegebiet von Allas-Champagne als linker Nebenfluss in den Trèfle. Auf seinem Weg durchquert der Tâtre die Départements Charente und Charente-Maritime.

## Orte am Fluss
(in Fließreihenfolge)
- Le Tâtre
- Saint-Maigrin
- Saint-Germain-de-Vibrac
- Meux